# Мерибель
Мерибель — горнолыжный курорт в Долине Тарантез во французских Альпах, расположенный у коммуны Мутье и национального парка Вануаз. Находится на высоте 1400 м над уровнем моря.

## История
Основателем курорта является Питер Линдсей, искавший место для лыжных спусков, которые бы находились не в Австрии или Германии, из-за растущего там нацистского движения. В 1936 году он посетил эти места впервые, а в 1938 году был построен первый подъёмник. Во время войны строительство было приостановлено, но спустя три года после окончания строительство возобновилось.
Во время олимпийских игр в Альбервиле здесь проводились некоторые соревнования.